# 乃木坂電影院～STORY of 46～
《乃木坂電影院～STORY of 46～》（日语：乃木坂シネマズ～STORY of 46～）是2019年12月25日開始在富士電視台隨點服務（FOD）播出的多人短篇劇集。以白石麻衣、齋藤飛鳥為首的乃木坂46人氣成員10人，分別擔任一集主演，全10集的短篇劇。2020年1月21日決定在富士電視台上播出。

## 簡介
有給著名藝人執導的音樂錄影帶導演、曾在坎城影展獲得過大獎的CM導演、在世界各影展上獲獎的年輕電影導演等10位充滿銳氣的影像創作家，各自負責擔當一集。從動作片、SF、戀愛、喜劇、幻想到真正的人間劇，乃木坂46的成員將挑戰各種各樣的劇情類型。

## 登場角色

### 第1集
- 齋藤飛鳥：米特拉
- 栗原類[4]
- 吉村界人（日语：吉村界人）
- 矢部享祏（日语：やべきょうすけ）

### 第2集
- 秋元真夏：夏海[4]
- 田中俊介
- 森田 想（日语：森田想）
- 小西貴大（日语：スパイスガーデン）
- 真魚（日语：真魚 (女優)）
- 比嘉梨乃（日语：比嘉梨乃）
- 大河内奏至
- 山本篤士（日语：スパイスガーデン）
- Matthew Chozick（日语：マシュー・チョジック）
- 碓井伸一

### 第3集
- 松村沙友理：小百合
- 大友律（日语：鈍牛倶楽部）[4]
- 森下能幸（日语：森下能幸）
- 青山Megu（日语：青山めぐ）
- 篠原徹（日语：篠原トオル）
- 善積元（日语：善積元）
- 直川隆久
- 中村悠一

### 第4集
- 山下美月：美月
- 岡嶋秀昭[4]
- 柿丸美智恵（日语：柿丸美智恵）
- 豬塚健太
- 政岡泰志（日语：政岡泰志）
- 城築 創（日语：きづき）
- 荒井天吾
- 川村瑠泉

### 第5集
- 北野日奈子：工藤沙希
- 見上愛[4]
- 窪田彩乃
- 大谷凜香
- 都丸紗也華
- 尾形璃子
- 西田奈未
- 髙瀬岬
- 醍醐虎汰朗
- ミネオショウ
- 五頭岳夫（日语：五頭岳夫）
- 柴田紗帆（日语：柴田紗帆）
- 佐佐木彩（日语：佐々木彩）
- 古凍雅浩（日语：ふるごおり雅浩）
- 垂水文音
- 工藤莉奈
- 内藤心希

### 第6集
- 堀未央奈：凛子
- 高杉亘（日语：高杉亘）[4]
- 西山由希廣
- 原田新平（日语：原田新平）
- 菜葉菜（日语：菜葉菜）
- 佐野瑞樹（日语：佐野瑞樹 (俳優)）
- 平家和典
- 三元雅芸（日语：三元雅芸）

### 第7集
- 與田祐希：戶田由紀
- 小貫莉奈（日语：小貫莉奈）[4]
- 鈴木聡一郎
- 中村祐太郎
- 阿部羅 秀伸（日语：アベラヒデノブ）
- 中村芹奈
- 小澤麻由（日语：小沢まゆ）
- 駒木根葵汰

### 第8集
- 生田繪梨花：津田百恵
- 前原瑞樹（日语：前原瑞樹）[4]
- 岩谷健司
- 岩井七世（日语：岩井七世）

### 第9集
- 久保史緒里：美西亞
- 森岡龍（日语：森岡龍）[4]
- 岡部貴志（日语：岡部たかし）
- 堀內敬子

### 第10集
- 白石麻衣：由梨
- 渡邊真起子[4]
- 庄司 英

## 分集劇情
| 集數 | 標題                        | 導演       | 編劇       | 上線日期       | 地上波放送日  |
| --- | --------------------------- | ---------- | ---------- | -------------- | ------------- |
| 1 | 鳥，貴族 （）               | 柳澤 翔    | 柳澤 翔    | 2019年12月25日 | 2020年1月22日 |
| 人類和鵜人共存的世界。服裝設計師米特拉（齋藤飛鳥）在街道角落裡的古老玩偶屋，遇到了在人偶上繡傳統花樣的鵜人·麥。被那美麗所迷惑的米特拉。米特拉看到了麥在構思的新人偶服草圖，感覺到自己的內心湧現出了創作慾望。可是世間人類和鵜人的關係惡化，示威隊的一部分開始暴徒化佔據街道…。 |                             |            |            |                |               |
| 2 | Perfect I／完美的眼睛 （）  | 松本優作   | 松本優作   | 2020年1月1日   | 2020年1月29日 |
| 2040年，東京科技發達。戴著黑邊眼鏡、樸素羞怯的大學生·夏海（秋元真夏），在朋友由佳的邀請下前往俱樂部。在那裡，遇到了開朗的青年·拓也。夏海被拓也推薦玩虛擬遊戲「Perfect I」，吃了奇怪的藥片在「Perfect I」中得到理想的自己，在遊戲中，隨著打遊戲而變得積極的夏海，現實和假想空間的界限逐漸變得模糊。 |                             |            |            |                |               |
| 3 | 超魔空騎士阿爾卡迪亞斯 （） | 藤井 亮    | 藤井 亮    | 2020年1月8日   | 2020年2月5日  |
| 在遊戲公司當業務員的小百合（松村沙友理），每天過著工作和私生活都不滿足的鬱悶生活。有一天，在常去的酒吧裡，收到了一本不可思議的書能讓人遇到理想對象。那天晚上，舉行儀式，半信半疑地睡著了。第二天早上，睜開眼睛，看到巨大的紙上畫著的騎士站在那裡！他的名字是「超魔空騎士阿爾卡迪亞斯」！他才是小百合在中學時代將理想的男性形象填塞而成的漫畫主人公。最初是對阿爾卡迪亞斯的存在感到困擾的小百合，但以和他的相遇為契機，小百合的心情也逐漸發生了變化。                             |                             |            |            |                |               |
| 4 | 民主主義定食屋 （）         | 宮部一通   | 宮部一通   | 2020年1月15日  | 2020年2月12日 |
| 在一條街上的定食屋，店名叫做「民主主義定食屋」。這家定食屋採用了奇怪的點餐方法。那就是決定客人想吃的東西，根據店內的大多數人決定是否可以吃。沒錯，來這裡的客人自己想吃的東西，如果這個多數表決得不到過半數就不能吃！今天也在忙著準備開店的看板娘美月（山下美月）。在開店之前發現了重大的糾紛！此外，電視上還傳出了搶劫案的犯人正在附近逃跑的新聞。不速之客每時每刻都在靠近的定食店。到底「民主主義定食屋」的命運如何…。                                                          |                             |            |            |                |               |
| 5 | 結道 （）                   | 小山 巧    | 小山 巧    | 2020年1月22日  | 2020年2月19日 |
| 在這個時代，女性的地位在全世界都得到了提升，女性也開始引領男性。日本也不例外。在這樣的世界上不知從哪裡出現的藝術形式。那就是結道。如何吸引目標男性並成功告白呢？在不知不覺中制定了規則，作為正式的比賽而滲透到社會中。以工藤沙希（北野日奈子）為首的花瀨高中結道部的4人總是在學校附近的沖繩料理店代替活動室進行活動。這樣的花瀨高中結道部終於進入了都大會的決賽。沙希，把好友麻耶的心意藏在心中，跨過創傷，為了實現參加全國大賽的夢想，決定向前邁進……。                          |                             |            |            |                |               |
| 6 | 交貨大戰 （）               | 曾根隼人   | 曾根隼人   | 2020年1月29日  | 2020年2月26日 |
| 為了交付今晚播放的電視節目進行編輯工作的泰拉們。之後應該只是把完成的磁帶拿到電視台就行了，但卻被什麼人襲擊了，磁帶被奪走了。出現在抱著腦袋的泰拉他們的是時薪6千日元的超級AD·凜子（堀未央奈）。雖然在運送磁帶的凜子面前接連出現刺客，但經過千錘百煉的凜子運用武道一個接一個地打倒對方。然後和等待著的幕後黑手圖吉對峙。在此被公布凜子的過去是…。 |                             |            |            |                |               |
| 7 | 啊！精彩的小個子人生 （）   | 阿部羅秀伸 | 阿部羅秀伸 | 2020年2月5日   | 2020年3月4日  |
| 「臉、臉、臉」三拍子一致的女高中生·戶田由紀（與田祐希）的特長是「〇〇（※限制音）」。在將來有希望、誰都羨慕的、令人羨慕的玫瑰色人生中大行其道！本應如此…。「不能和小不點交往」被同班男生甩了的由紀，失戀的傷也沒有痊癒，即使是「〇〇」也會被身高身材出眾的摯友打敗。辭去最喜歡的「〇〇」，決心作為「有影響力」而活。因為一個「小不點」的自卑感，被喜歡的人甩了，最喜歡的「〇〇」也被奪走了，本應邁向精彩人生也被毀滅了的由紀下定決心將至今為止的所有想法全部拋棄，前往好友身邊…。 |                             |            |            |                |               |
| 8 | 津田百恵 （）               | 山岸聖太   | 山岸聖太   | 2020年2月12日  | 2020年3月11日 |
| 作為銀行職員工作的津田百恵（生田繪梨花），23歲。特長是鋼琴和幻想。她對自己當時的面試官男子一見鍾情，此後一年多一直暗戀著他。在這樣的情況下，即將迎來24歲生日的她有了一個夢想。「生日的時候，想和喜歡的人一起去海邊。」為了實現那個夢想，運用各種各樣的手段，自由奔放行動的百恵。波瀾的生日拉開帷幕…。 |                             |            |            |                |               |
| 9 | 脆弱性 （）                 | 谷川英司   | 谷川英司   | 2020年2月19日  | 2020年3月18日 |
| 2026年。世界的機器人、AI科技取得了令人眼花繚亂的發展，各國的開發競爭日益激烈，已經無法想像沒有機器人的生活，成為不可或缺的存在。由於東京奧運會後經濟不景氣，日本也因開發競爭而落後，終於由官民共同開發的最高峰智慧型機器人發售了，要席捲全球智慧型機器人市場。世界各地的媒體都在大肆報道這個訊息，機器人梅西亞（久保史緒里），在警車中眺望著大型螢幕上的報導…。 |                             |            |            |                |               |
| 10 | 街上的孩子們 （）           | 山田智和   | 山田智和   | 2020年2月26日  | 2020年3月25日 |
| 有一天晚上，由梨（白石麻衣）坐計程車回家了。發現副駕駛座上有孩子。雖然司機說「沒有可以託付的地方，所以帶著孩子上班。」「但是，如果發現帶孩子上車的話，我就被解僱了。」總覺得她的語氣很奇怪，一個勁兒地來搭話。不顧由梨的冷淡反應，司機強行要求她在回公司的這段時間裡照顧孩子幾個小時。由梨沒辦法只好和孩子一起去水族館…。 |                             |            |            |                |               |

## 製作團隊
- 企劃・製作：清水一幸（日语：清水一幸）[3]
- 導演・編劇：柳澤 翔（日语：柳沢翔）／松本優作（日语：松本優作）／藤井 亮（日语：藤井亮）／宮部一通／小山 巧／曾根隼人／阿部羅秀伸（日语：アベラヒデノブ）／山岸聖太（日语：山岸聖太）／谷川英司／山田智和（日语：山田智和）[3]
- 主題曲：Thinking Dogs（日语：Thinking Dogs）《光》（索尼音樂品牌）[3]
- 製作協力：4th FILM[3]
- 企劃製作：富士電視台[3]
- 製作著作：《乃木坂電影院～STORY of 46～》製作委員會[3]

## 外部連結
- 乃木坂電影院～STORY of 46～ 官方網站（日語）